# Xenus: Точка кипіння
Xenus. Точка кипіння (англ. Boiling Point: Road to Hell — Точка кипіння: Дорога в Пекло) — перша гра з серії ігор Xenus, розроблена українською командою розробників Deep Shadows та видана Atari і Руссобіт-М.

## Сюжет
Події гри відбуваються в Колумбії (в англійській версії гри, у вигаданій країні південноамериканській країні під назвою Реалія). Дочка головного героя, відставного військового французького Іноземного Легіону Сола Майєрса Ліза безслідно зникає у Колумбії, де вона працювала журналістом. Дізнавшись про зникнення дочки, головний герой відправляється на її пошуки. Під час пошуку Солу Маєрсу доведеться втрутитись у громадянську війну, працювати на бандитів та наркомафію та познайомитись з залишками індіанських племен. Під кінець гри Сол розуміє, що за викраденням її дочки стоять не звичайні люди. Знищивши комплекс, де її ховали та врятувавши її, він відлітає з нею на вертольоті.

## Особливості та геймплей
Характерна особливість гри — це величезне поле дії, яке сягає 625 квадратних кілометрів. Карта складається з двох невеликих містечок: Пуерто-Сомбра і Пуебло-Фаро (у першому за порядком стежать Офіціали, друге узяли під свій контроль Партизани), безлічі різноманітних баз (як військових, так і партизанських), плантацій наркокартелів, їхні бази, кілька індіанських поселень і різноманітні занедбані споруди: від старих фабрик і зруйнованих особняків до старовинних індіанських руїн.
Більшу частину карти складають джунглі. Пересуватись картою можна не тільки пішки, але й поїздити машиною чи БМП, політати околицями на літаку і вертольоті, а також поплавати численними річечками на човні або катері. Майже у кожного транспортного засобу є багажник, куди можна складати трофеї. У всіх транспортних засобів закінчується бензин, тому їх потрібно періодично заправляти. Додатково, в машин можна замінювати колеса. Якщо у гравця немає транспорту — можна користуватись послугами таксі.
Також, одною з особливістю гри є можливість спілкуватися з будь-яким зустрічним NPC. Це необхідно як для руху за сюжетом, виконання побічних квестів та більшого поглиблення в гру та імерсивності.
Ігровий GUI показує стан здоров'я героя та його кінцівок, кількість набоїв у зброї, мінікарту з компасом, а також інтерфейс швидкого доступу до зброї, аналогічно до GUI гри Deus Ex. Зональна система пошкоджень також впливає на геймплей. Наприклад, якщо героя поранили в руку — гравець отримує знижену точність. Куля в ногу — герой пересувається вдвічі повільніше. Відновити здоров'я можна шприцами з ліками, або фруктами чи індіанськими відварами. Шприци також викликають звикання, і що частіше гравець їх використовує, то слабкіше вони лікують. Цю хворобу можна теж вилікувати у лікаря.
Гра також має елементи RPG. Розвиток певної навички залежить від частоти використання. Наприклад, щоб підвищити максимальну переносиму вагу, потрібно якомога більше ходити з важким рюкзаком, а володіння ножем залежить від його використання в сутичках із противником. Крім того, у героя є параметр втоми, алкоголізму і звикання до наркотиків і ліків. Алкоголь в Xenus не дає переваг. Напоївши Сола Майерса алкоголем героєм стає складно і неповоротно керувати. Кокаїн дещо прискорює Сола, проте всі ці ефекти швидко минають. Всі ці ефекти зберігають тривають довше, якщо не лікувати головного героя від цих хвороб у місцевих лікарів.
В грі є значний вибір зброї та амуніції. З вогнепальної зброї: від автоматів Калашникова і M16, до Steyr AUG і французької гвинтівки FAMAS. В грі також присутні динаміт, гранатомет M79, арбалет, що стріляє стрілами, ракетні установки, і навіть банка з варенням. При попаданні банкою в ворога, на противника злітається зграя мух, які пожирають ворога. Крім зброї є у Сола фотоапарат і спрямований мікрофон, який стане в пригоді під час деяких місій. Є й мобільний телефон, на який періодично надзвонює ексдружина Маєрса. Однак, головний герой сам нікому не може дзвонити. Вогнепальну зброю можна модифікувати та прокачувати за гроші. Окрім вибору зброє можна також вибирати тип набоїв. Наприклад, для вогнепальної зброї є 4 типи набоїв: звичайні, бронебійні, зі зміщеним центром тяжіння, безшумні. Проходити рівні можна також і стелсом.
Зовнішність і голос головного героя гри Сола Маєрса надав відомий актор з ПАР Арнольд Вослу, відомий за фільмами «Мумія» і «Мумія повертається».

## Фракції
В грі присутні 10 фракцій:
- Армія — збройні сили Колумбії.
- Поліція — поліція Колумбії.
- Повстанці (Герилья) — об'єднанні сили повстанців Колумбії, які ведуть боротьбу з офіційною владою.
- Наркоторговці — наркомафія. Добре озброєна фракція.
- Бандити — бандитське угрупування. Відсутнє централізоване управління.
- ЦРУ — фракція, представлена 2 агентами у 2 містах. Погано озброєна фракція.
- Індіанці — племена нащадків місцевих племен. Озброєні зброєю власного виробництва.
- Чорні солдати — невідома фракція, яка завжди має негативні відносини з героєм. Однак, кожного солдата можна підкупити.
- Мирні мешканці — звичайні мешканці Колумбії. Можуть давати завдання.
- Невідомі — охоронці дона Педро, мародери та тварини.

З усіма з них Маєрс здатний співпрацювати. Співпраця з одними миттєво зробить вас ворогом для деяких інших фракцій. Доводиться або обирати сторону, або дуже обережно знайти золоту середину між протиборчими угрупованнями. При цьому, фракції можуть перестрілюватись самі між собою без участі гравця.
Нижче приведена таблиця відносин фракцій на початку гри. Зелене — союзники, червоне — вороги.
| Фракція        | Армія | Поліція | Повстанці | Наркоторговці | Бандити | ЦРУ | Індіанці | Чорні солдати | Мирні мешканці |
| Армія          |       |         |           |               |         |     |          |               |                |
| Поліція        |       |         |           |               |         |     |          |               |                |
| Повстанці      |       |         |           |               |         |     |          |               |                |
| Наркоторговці  |       |         |           |               |         |     |          |               |                |
| Бандити        |       |         |           |               |         |     |          |               |                |
| ЦРУ            |       |         |           |               |         |     |          |               |                |
| Індіанці       |       |         |           |               |         |     |          |               |                |
| Чорні солдати  |       |         |           |               |         |     |          |               |                |
| Мирні мешканці |       |         |           |               |         |     |          |               |                |

У виданні Xenus Gold вийшли два офіційні доповнення: «Легенда жива» (продовження сюжетної лінії з новою зброєю, угрупованнями та можливостями) і «Велика війна» (додано місії за ЦРУ та Офіціалів, бонус-епізод: захоплення Пуерто Сомбра партизанами).

## Тварини
В грі присутні багато різноманітних тварин, як то москіти, ягуари, змії, папуги та бджоли. Вони можуть нападати на гравця. У річках водяться піраньї, які кидаються на головного героя, якщо той у воді. Зазвичай тварину можна вбити, а трофеї (шкіру, м'ясо, кігті тощо) — продати.

## Відгуки
|               | Більше, ніж шутер не менше, ніж RPG декілька десятків годин гарантованої насолоди |
| — Країна Ігор |                                                                                   |